# Donnie Steele
Donald S. "Donnie" Steele (Des Moines, 6 de outubro de 1971) é um músico norte-americano. Nascido em Des Moines, Iowa, ele é mais conhecido por ser um dos guitarristas na primeira formação da banda Slipknot. Steele co-fundou o Slipknot em 1995, apresentando-se na demo de estréia da banda, Mate. Feed. Kill. Repeat.. Ele deixou a banda em 1996 e foi substituído por Craig Jones, retornando em 2011 como baixista após a morte de Paul Gray em 2010. Steele participou de algumas sessões de gravação do álbum de 2014, .5: The Gray Chapter, mas deixou novamente a banda pouco antes do álbum ser finalizado e foi substituído por Alessandro Venturella. Segundo Jim Root, algumas linhas de baixo de Steele foram usadas para o álbum, embora não tenha especificado quais linhas apresentavam Steele no baixo.

## Carreira

### 1995–1997: Início de carreira e Slipknot
Donnie Steele iniciou sua carreira como membro da banda de death metal Body Pit, na qual todos os futuros membros do Slipknot, Anders Colsefni (vocal), Mick Thomson (guitarra) e Paul Gray (baixo) já haviam se apresentado. Mais tarde, ele co-fundou o Slipknot em setembro de 1995 ao lado de Colsefni, o segundo guitarrista Josh "Gnar" Brainard, Gray, o baterista Joey Jordison e o percussionista Shawn "Clown" Crahan. Ele foi descrito por Brainard como "um guitarrista bastante técnico" e "um daqueles caras com vários talentos". O autor Joel McIver credita parcialmente a Steele pela introdução de elementos de jazz no som da banda, descrevendo o guitarrista como um "jazzbo confesso". No início de 1996, após a gravação da demo de estréia da banda, Mate. Feed. Kill. Repeat., Steele passou a não marcar presença em diversas sessões de ensaio do Slipknot. Os outros membros da banda tentaram rastrear o guitarrista, mas tiveram que continuar sem ele, até que um deles o viu por acaso e foi informado de que ele não queria mais estar no grupo. Segundo Brainard, Steele "achava que tocar com o Slipknot ia contra suas crenças cristãs"; os membros da banda respeitaram as razões que motivaram sua escolha de sair, embora Brainard e Colsefni tenham criticado sua falta de comunicação em relação à sua decisão de fazê-lo. Nas apresentações seguintes, Steele foi temporariamente substituído por Craig Jones.

### 2011–2014: Retorno ao Slipknot no baixo
Após a morte de Gray em maio de 2010, o Slipknot fez uma breve pausa e mais tarde anunciou que Steele substituiria o baixista nas próximas datas da turnê. Em um comunicado oficial, a banda explicou que "Donnie estava na banda desde o início e, em vez de ficar de fora, pensamos que seria uma homenagem a Paul tocar com alguém da família". Falando sobre seu retorno à banda, o percussionista Shawn Crahan explicou que a decisão de convidar Steele para substituir Gray "parecia completamente confortável", acrescentando que a banda "não ia ter nenhum idiota de outra banda em nosso mundo..."
Durante as apresentações ao vivo, Steele permaneceu tocando atrás do palco, fora da vista da multidão. Apesar de elogiá-lo por ter se adaptado bem ao Slipknot, Crahan justificou esta decisão perguntando: "O que lhe dá o direito de estar no palco conosco agora?", elaborando que "Quando estamos passando por uma experiência como esta com nossos fãs, eles precisam se concentrar nos oito membros que estão sofrendo, e não em alguém novo". Steele decidiu deixar a banda durante as sessões de gravação de .5: The Gray Chapter, sendo substituído por Alessandro Venturella em 2014. Ele gravou algumas linhas de baixo para o álbum, de acordo com o guitarrista Jim Root.

### Outros projetos e contribuições
Além do Slipknot, Donnie Steele formou o grupo de death metal Killpact em 2001 com o vocalista Rick Funderburk, o baixista Kyle Worsfold e o baterista Ernie McGinn (que já havia se apresentado no Body Pit). Em uma entrevista do MFKR1, ele descreveu a banda como "uma mistura de death metal, thrash dos anos 80 e shred. Em 2016, Steele fez uma aparição como guitarrista convidado na banda de groove metal Murder Earth, contribuindo com alguns solos para o álbum de estréia da banda, Waiting (For the End of Man), após a saída do guitarrista Ryan Thornton.

## Discografia

### Com o Slipknot
- 1996: Mate. Feed. Kill. Repeat.
- 2014: .5: The Gray Chapter

### Com o Murder Earth
- 2016: Waiting (For the End of Man)